# Старое Ардатово
Ста́рое Арда́тово (эрз. Ташто Орданьбие) — село, административный центр сельского поселения в Ардатовском районе.

## Название
От дохристианского мордовского имени Ардат (Ордат) основателя населённого пункта.

## География
Расположено на речке Муравлейке, в 20 км от районного центра и 31 км от железнодорожной станции Ардатов.

## История
Первое упоминание о селе относится к началу XVI века. В «Судном списке по делу братьи Печерского Вознесенского Полянского монастыря с мордвином Ивантой Рамстеевым о владении лесными угодьями за рекой Пьяной» зафиксировано, что в 1510 г. мордвины Ордат, Рамстей и Истрян «решительно защищали земли своих предков от притязаний монастырской братии».
В 1780 году. при создании Симбирского наместничества, деревня Старое Ардатово, при суходоле, дворцовых крещеной мордвы, в Алатырском уезде.
В «Списке населённых мест Симбирской губернии» (1863) Старая Ардатова — деревня удельная из 107 дворов (1 085 чел.) Алатырского уезда.
В 1867 году прихожанами был построен деревянный храм. Престол в нем во имя свв. Апостолов Петра и Павла.
В конце 19 — начале 20 в. был развит экипажный промысел. По данным 1913 г., в Старом Ардатове числилось 266 дворов (2 407 чел.); действовали церковь, церковно-приходская школа.
В 1931 г. — 441 двор (2 096 чел.); создан колхоз «Од эрямо» («Новая жизнь»), с 1960 г. — отделение совхоза «Волна революции», с 1997 г. — СХПК (пос. Октябрьский).

## Население
| 1863 | 1913  | 1931  | 2001 | 2002 | 2010 | 2012 |
| ---- | ----- | ----- | ---- | ---- | ---- | ---- |
| 1085 | ↗2407 | ↘2096 | ↘408 | ↘369 | ↘305 | ↘293 |
| 2013 |       |       |      |      |      |      |
| ↗296 |       |       |      |      |      |      |

Национальный состав
В основном эрзя.

## Инфраструктура
Основная школа, библиотека, клуб, медпункт, магазин.

## Археология
Возле с. Старое Ардатово — 2 кургана (абашевской культуры 1—2 вв. н. э.; исследованы П. Д. Степановым в 1967—1968 гг.) и 2 поселения (бронзового и железного веков).

## Люди, связанные с селом
Родина дипломата В. Н. Кудашкина, народного умельца А. Н. Кузанкина, педагога М. Г. Апаниной, награждённой медалью «За трудовую доблесть», кандидата филологических наук И. Я. Колганова.

## Источник
- Энциклопедия Мордовия, Н. Н. Щемерова.